# Agram 2000
A Agram 2000 é uma submetralhadora croata inspirada na Beretta M12. O nome "Agram" é o antigo nome alemão para Zagreb, capital da Croácia. O grande número de submetralhadoras Agram na Croácia após a Guerra de Independência da Croácia, bem como a disponibilidade de um silenciador, a tornaram uma escolha popular entre os criminosos. Ela nunca foi oficialmente adotada pelo Exército Croata. Notoriamente pouco confiável durante o período da guerra devido aos seus carregadores mal construídos, frequentemente falhava no carregamento dos cartuchos, diminuindo sua demanda comercial fora da Croácia e das organizações criminosas transnacionais da época.
A Agram 2000, assim como a Beretta M12, possuia câmara para o cartucho 9×19mm Parabellum. Essas armas foram usadas na Guerra do Kosovo e eram preferidas devido ao seu disparo automático, provisões para silenciador, contagem de munição flexível e tamanho compacto. Hoje, a série 2000 é uma raridade fora das regiões dos Balcãs, pois, embora ainda seja produzida na Croácia, sua produção foi reduzida. Produzida principalmente entre 1990 e 1993, apenas alguns exemplares foram produzidos desde 1997. Isso se deve ao fato de a Agram 2000 ser fabricada localmente e não haver mais conflitos ou demanda por uma submetralhadora na região, além da baixa demanda devido à produção precária e barata.

## Especificações
A característica única desta arma é o punho dianteiro com orifício para o polegar, que garante uma pegada firme e um bom controle de recuo durante o disparo automático. A alavanca de manejo fica no lado esquerdo do receptor, logo acima do carregador. O seletor de tiro fica logo acima do gatilho, o que permite os modos de disparo de segurança, semiautomático e automático (S/1/A). A proteção do cano é perfurada para dispersão de calor e ostenta uma massa de mira de ferro. A alça de mira é uma mira retrátil que pode marcar seu zero em até 150 metros. Algumas fontes relatam que ela tem uma cadência de tiro de 800 tiros por minuto. O cano é ligeiramente mais longo e uma luva de cano rosqueada está incluída para permitir a fixação de um silenciador ou freio de boca. Os materiais usados para fazer esta arma incluem metal estampado, chapa metálica e plástico moldado. As especificações para a coronha não existem. A Agram 2000 mede cerca de 350 mm sem o supressor de ruído.

## Variantes
- Agram 1995 – carregador tipo cofre reto, sem guarda-mão
- Agram 2002 – carregador tipo cofre reto, mira ajustável, guarda-mão de plástico remodelado

## Operadores
- República da Bósnia e Herzegovina
- Croácia
- República Croata da Herzeg-Bósnia
- Sérvia e Montenegro
- Exército de Libertação do Kosovo: contrabandeada da Croácia por contrabandistas de armas
- Ucrânia: confiscadas de criminosos e foram usadas pelas Forças de Defesa Territoriais da Ucrânia durante a Batalha de Kiev[9]